# Slaglængde (bølge)
 For alternative betydninger, se Slaglængde. (Se også artikler, som begynder med Slaglængde)
Slaglængde eller stræklængde[kilde mangler] (engelsk: fetch) betegner indenfor geografien og meteorologien den afstand som en bølgeskabende vind har blæst henover åbent hav.
Stræklængden anvendes normalt i forbindelse med søgang, hvor stræklængde og vindstyrke er de to afgørende faktorer for at afgøre søgang og for hvor store havbølgerne kan blive. Vindretningen bliver regnet som konstant. Jo længere stræklængde og større vindstyrke, desto mere vindenergi bliver påført vandfladen og desto større bliver havbølgerne.
| Geografi/geologi | Spire Denne artikel om geografi er en spire som bør udbygges. Du er velkommen til at hjælpe Wikipedia ved at udvide den. |